# Bruno Innocenti
Bruno Innocenti (Firenze, 4 febbraio 1906 – Firenze, 3 ottobre 1986) è stato uno scultore italiano.

## Biografia
Figlio di un orafo, e inizialmente avviato a lavorare nella bottega del padre, Bruno Innocenti si formò presso l'Istituto Statale d'Arte di Firenze, avendo come maestro Libero Andreotti, di cui divenne poi assistente. Alla morte di Andreotti (1933), prese il suo posto come insegnante di scultura; vi rimase fino al suo pensionamento, che avvenne nel 1975.
Già dal 1926 cominciarono a delinearsi quelle che sarebbero state le caratteristiche della sua opera. Il suo interesse era rivolto soprattutto alla figura femminile, ai soggetti religiosi e mitologici, ai volti di persone per lui importanti; in queste sculture l'eleganza delle linee e del modellato era tutt'uno con un'instancabile ricerca psicologica. Disegni e pitture esprimevano la sua contemplazione affettuosa di tutto ciò che lo circondava, in parole sue, le “atmosfere delicate e raccolte, le piccole cose serene, la bellezza dei particolari apparentemente insignificanti”. Un altro elemento importante era il suo grande interesse per gli aspetti tecnici del suo lavoro, per le materie utilizzate, che egli imparò a conoscere a fondo. A questo proposito, egli ebbe a scrivere: “[Alla mia esperienza di orafo io devo] due cose almeno: innanzitutto l'amore del mestiere, la voglia di saperlo fare sempre meglio con modestia. In secondo luogo, l'amore e il rispetto per la materia, sia questa il gesso, la creta, il bronzo, il marmo, il legno; il sentire la materia come un qualcosa di vivo, che a volte mi ostacola, magari anche vincendo lui, ma che tante altre volte mi aiuta, ed è allora profondamente partecipe dei miei migliori resultati.”
Il fatto che i suoi lavori andassero alquanto controcorrente rispetto al gusto più eroico e celebrativo imperante nell'Italia di quell'epoca non gli impedì di conseguire notevoli successi a partire dal 1928, realizzando opere sia private che pubbliche a Firenze, Roma e Milano, e svolgendo un'intensa attività espositiva sia in Italia che all'estero.
Sebbene egli rimanesse sempre legato alle sue origini e all'arte toscana, il suo orizzonte artistico andò ampliandosi lungo tutto l'arco della sua vita, tanto è vero che è stato affermato che la sua scultura “è tra le più raffinate testimonianze dell'arte italiana del Novecento, e si nutre di una cultura internazionale che va da Medardo Rosso e Vincenzo Gemito a Rodin, Bourdelle e Despiau, sino alla plastica indiana. Innocenti assimila queste influenze trasponendole immediatamente, grazie alla sua rara perizia tecnica, in un linguaggio personale di profondo lirismo, fortemente emozionale.”
Nel 1946 Innocenti visse e lavorò per un anno negli Stati Uniti, e cinque anni dopo il Metropolitan Museum di New York gli dedicò una mostra personale.
Dagli anni cinquanta in poi, Innocenti ridusse la sua attività espositiva, e si dedicò interamente all'insegnamento e alla scultura. Nel 1957 gli fu affidata la realizzazione della Statua del Redentore a Maratea, opera monumentale voluta dal Conte Stefano Rivetti di Val Cervo. La statua venne ultimata nel 1965, divenendo a quel tempo la seconda al mondo dopo quella di Rio de Janeiro e il simbolo identificativo della città di Maratea. Tra il 1960 e il 1980, Innocenti realizzò, tra l'altro, una serie di opere in legno caratterizzate da una forte tensione drammatica, espressa attraverso un'intima adesione alle caratteristiche individuali dei pezzi di legno che si trovava a lavorare, e che diventavano tra le sue mani dei veri e propri interlocutori. Nella sua produzione di questo periodo compaiono spesso allusioni letterarie e musicali, e in generale l'espressione di uno stato d'animo più tormentato e complesso.
Nel 1985 l'Accademia delle arti del disegno, di cui egli era membro, organizzò una grande mostra di suoi disegni e sculture.
Dopo la sua morte (1986), sue opere hanno partecipato alla mostra “Tridente Tre” nella Galleria dell'Oca di Roma, e a diverse mostre a Milano, Faenza, Montopoli, San Miniato, Bologna e Mesola; mostre personali sono state allestite a Firenze e Parigi. Nel 2011 la Fondazione Cassa di Risparmio di San Miniato (Pisa) gli ha dedicato una mostra intitolata Bruno Innocenti scultore, in cui sono state esposte 55 sue opere.
Il Gabinetto dei Disegni e delle Stampe degli Uffizi possiede un'ampia collezione di suoi disegni giovanili (di cui ha organizzato una mostra nel 1991).
Bruno Innocenti è stato maestro del pittore Piero Tredici, e degli scultori Giuliano Vangi, Loreno Sguanci e Raffaello Arcangelo Salimbeni.

## Galleria d'immagini

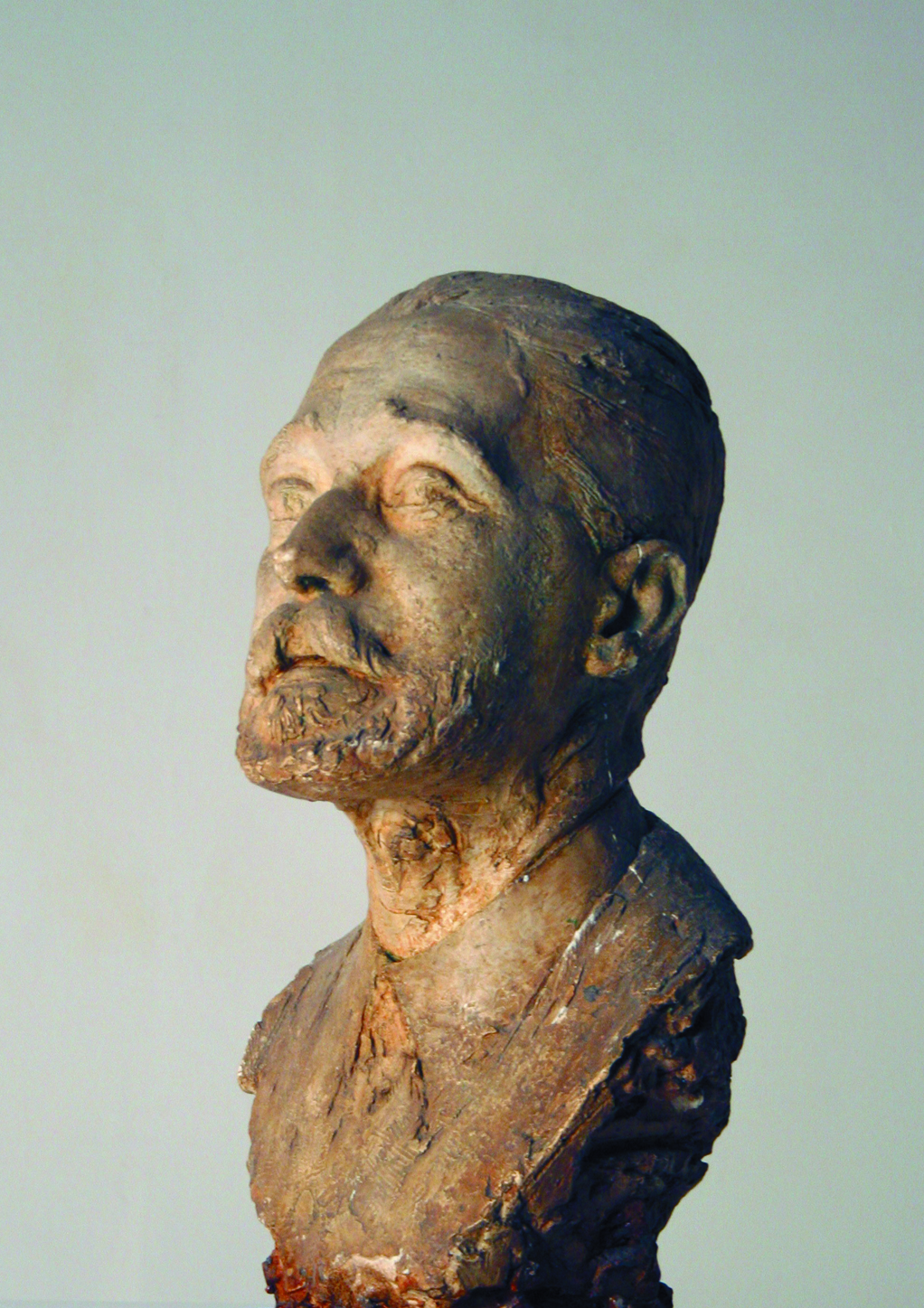
Ritratto dello scultore Libero Andreotti gesso, 1932.
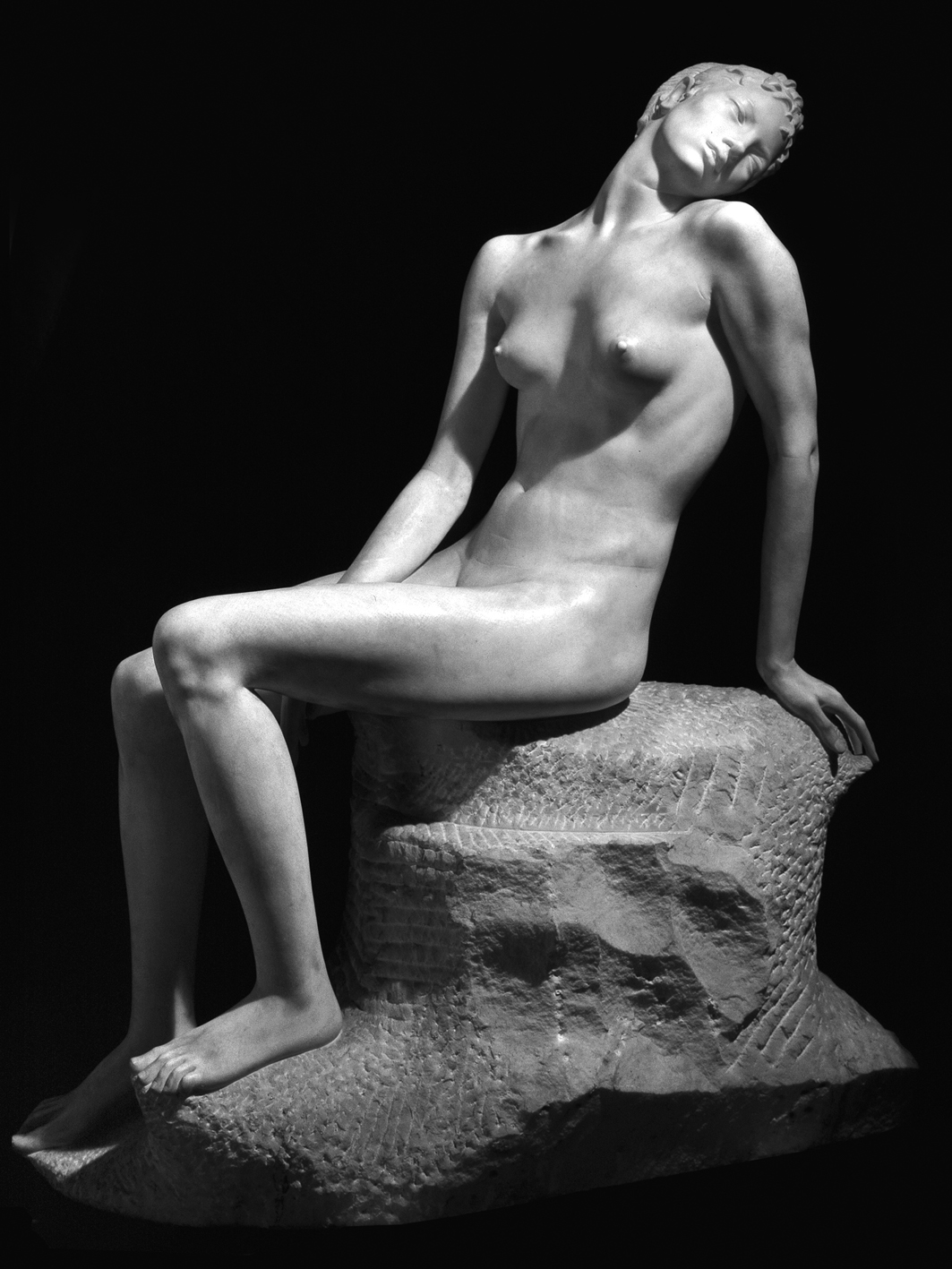
Erinni marmo di Carrara, 1935.
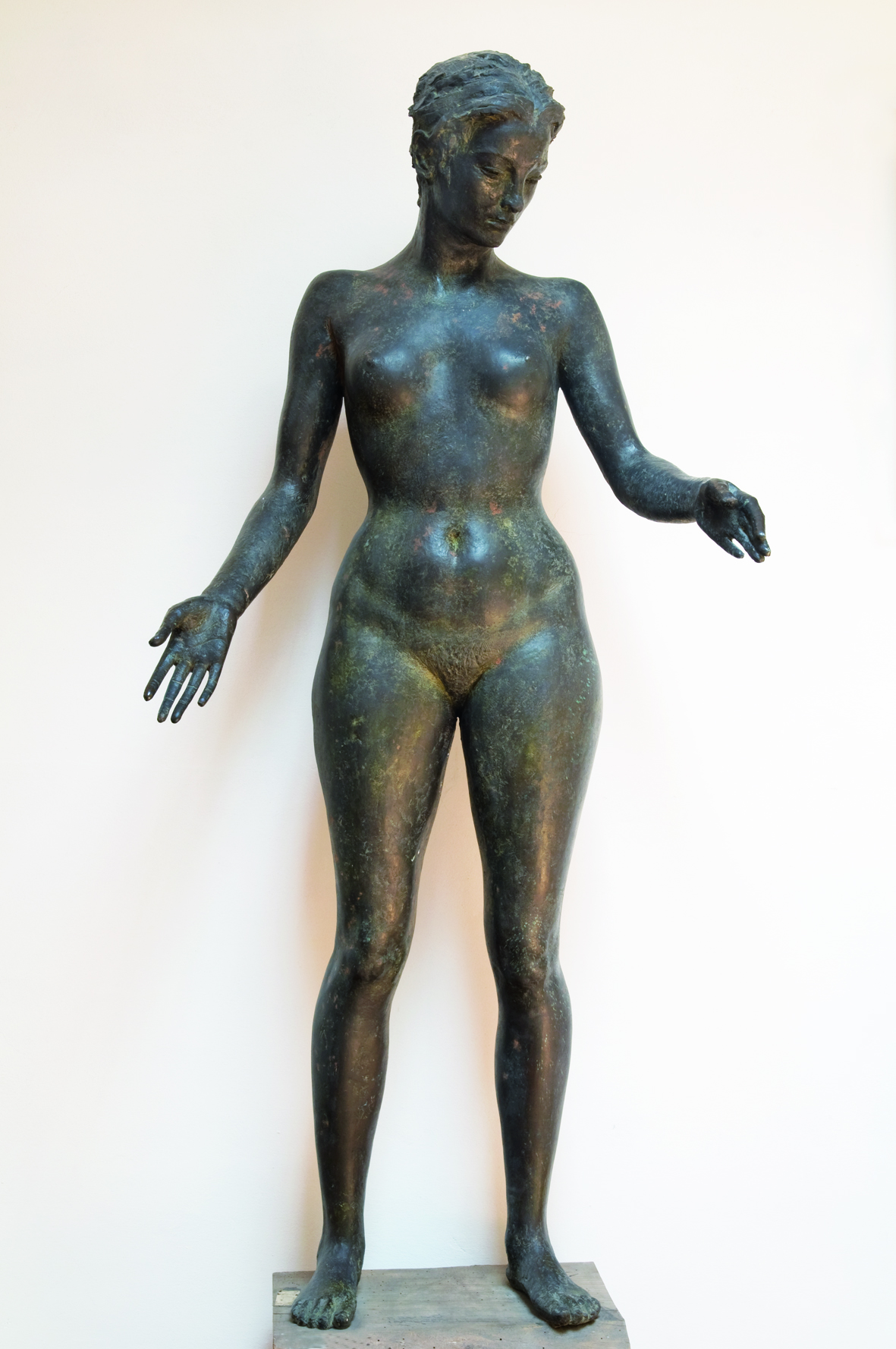
Giuditta bronzo, 1936.
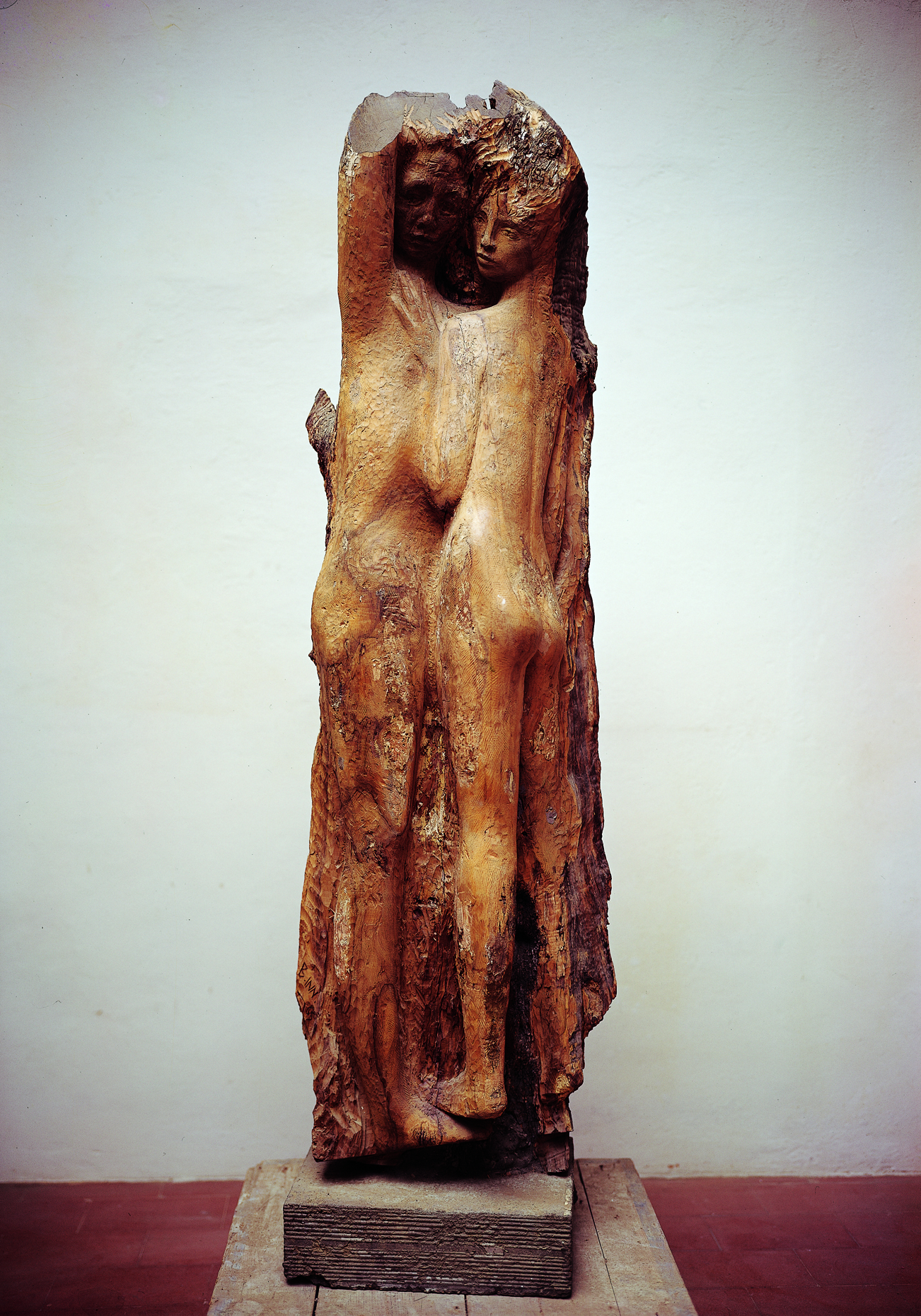
Adamo ed Eva, legno, 1965.

## Opere
- 1926: Margherita a teatro, gesso policromo;
- 1929: Ritratto di Bruna, bronzo, conservato alla Galleria d'Arte Moderna di Firenze;
- 1930: Lilia in piedi, bronzo, esposto alla Pinacoteca Provinciale di Bari;
- 1933: Apollo e le Muse, gesso, fregio con grandi figure a tutto tondo, originariamente sul boccascena, ora nel foyer del Teatro Comunale di Firenze;
- 1943: Stradivaria 1 e Stradivaria 2, bronzo;
- 1954: Deposizione, gesso e marmo;
- 1956: Campana Assunta, bassorilievo, Campanile di Giotto, Firenze;
- 1965: Statua del Redentore di Maratea, 21 metri, cemento con scaglie di marmo di Carrara;
- fine anni sessanta: Crocifissione con la Vergine e Maddalena, legno
- 1974: Danza degli Spiriti Beati, legno;
- 1978: Omaggio a Gauguin, legno;
- anni trenta - anni ottanta: ritratti.